# Helene Fischer
Helene Fischer (ur. 5 sierpnia 1984 w Krasnojarsku jako Елена Петровна Фишер) – niemiecka piosenkarka urodzona w ZSRR.
Od debiutu w 2005 była już laureatką wielu nagród, między innymi trzech nagród „Echo” i trzech nagród „Krone der Volksmusik”.

## Wychowanie i edukacja
Urodziła się w Krasnojarsku na Syberii, gdzie spędziła wczesne dzieciństwo. W 1988 roku jej rodzina przeprowadziła się jako przesiedleńcy do Niemiec, ze względu na pochodzenie jej pradziadków ze strony ojca. W Niemczech rodzina osiedliła się w Wöllstein w Nadrenii-Palatynacie.
Po ukończeniu szkoły Helene uczęszczała do Stage & Musical School we Frankfurcie nad Menem, gdzie uczyła się śpiewu i aktorstwa. W tym czasie występowała też na scenie Staatstheater w Darmstadt, a także w Volkstheater we Frankfurcie.

## Kariera muzyczna
Kiedy Helene uczyła się w Stage & Musical School, jej matka skopiowała potajemnie demo CD z sześcioma piosenkami i przekazała je do różnych redakcji muzycznych z prośbą o ocenę.
Debiut Helene na scenie odbył się 14 maja 2005 roku w TV ARD. Śpiewała wtedy w duecie z wokalistą Florianem Silbereisenem. Dwa lata później stali się parą. W grudniu 2021 poślubiła  jej partnera scenicznego Thomasa Seitela.
Popularność Helene została uwieńczona nagrodami. Zdobyła trzy prestiżowe nagrody „Echo” (niemieckie Grammy), dwa razy „Goldene Henne”, a „Krone der Volksmusik” trzykrotnie.
Wszystkie jej albumy CD i DVD osiągnęły status podwójnej platynowej płyty.
W 2010 roku Helene wydała pierwszy anglojęzyczny album pt. „English Ones”, wyprodukowany przez Jeana Frankfurtera, jednego ze znanych niemieckich kompozytorów i aranżerów ostatnich 40 lat.
Album otworzył przed Helene nowe horyzonty: „Zawsze marzyłam, by śpiewać moje piosenki w innym języku. Język jest narzędziem, ale ważne jest, że to, co śpiewam, pochodzi z serca – i o tym jest właśnie ten album”.
Jej singiel „Atemlos durch die Nacht” utrzymywał się na niemieckiej liście przebojów przez ponad 2 lata (117 tygodni).
Jej album „Farbenspiel” z 2013 roku utrzymywał się najdłużej w historii niemieckiej listy sprzedaży płyt. Trwało to prawie 5 lat (248 tygodni). Album ten pokrył się platyną: 12 razy w Niemczech, 4 razy w Szwajcarii, 18 razy w Austrii.
W 2021 roku pojawił się jej singiel w duecie z Luisem Fonsim o nazwie „Vamos a Marte”.

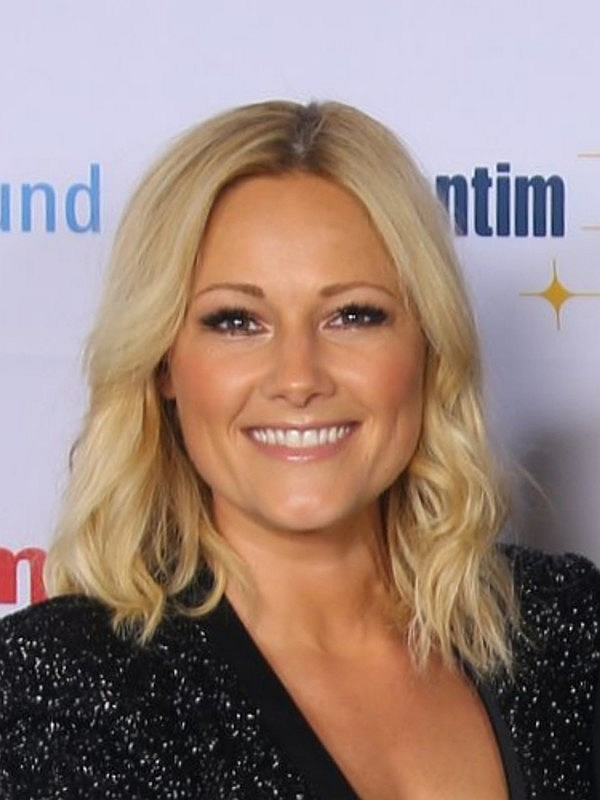
Helene Fischer

## Dyskografia
- 2006: Von hier bis unendlich
- 2007: So nah wie du
- 2007: Von hier bis unendlich – Re-Release
- 2007: Von hier bis unendlich – Weihnachts-Special-Edition
- 2008: Zaubermond
- 2009: Zaubermond (Sonderedition im Digipack mit Bonustrack)
- 2009: iTunes Live aus München
- 2010: Best of
- 2010: Best of (2CD)
- 2010: Best of (Special Fan Edition) (3CD)
- 2010: Best of Live – So wie ich bin (Enhanced) (Doppel-CD)
- 2010: Best of Live – So wie ich bin (CD + DVD)
- 2011: Best of – Der ultimative Dance-Mix
- 2011: Für einen Tag
- 2011: Für einen Tag (Fan Edition) (Doppel-CD)
- 2011: Für einen Tag (Helene Fischer Show Edition) (CD + DVD)
- 2011: Für einen Tag (Super Fan Edition) (Box Set)
- 2012: Für einen Tag – Live (Doppel-CD)
- 2013: Farbenspiel
- 2013: Farbenspiel (3CDs + DVD/Blu-Ray + handsignierte Leinwand) (Box-Set, Limited Edition)
- 2013: Farbenspiel (Super Special Fan-Edition CD + Live-DVD)
- 2013: Farbenspiel – Live aus München (Fanedition, 2CD + DVD) (Box Set)
- 2013: Farbenspiel – Live aus München (Doppel-CD)
- 2015: Weihnachten
- 2017: Helene Fischer
- 2022: Rausch

## DVD/Video Album
- 2007: So nah, so fern
- 2008: Mut zum Gefühl – Live
- 2009: Zaubermond – Live
- 2010: Best of Helene Fischer Live – So wie ich bin
- 2011: Zum ersten Mal mit Band und Orchester – Live
- 2012: Für einen Tag – Live
- 2013: Farbenspiel – Live aus München
- 2013: Farbenspiel – Super Special Fan Edition